# Arturo de Córdova
Arturo García Rodríguez (Mèrida, 7 de maig de 1907 - Ciutat de Mèxic, 3 de novembre de 1973), conegut com a Arturo de Córdova, va ser un actor mexicà, protagonista de l'anomenada "Època d'Or del Cinema Mexicà", va filmar més de cent pel·lícules com a galant urbà de cinema negre, drames psicològics i comèdies urbanes. Posseïa una veu profunda, de sonors matisos i un lleuger accent argentí, que el va acompanyar en totes les seves interpretacions.

## Biografia
Va néixer a la ciutat de Mèrida, Yucatán, el 7 de maig de 1907. Els seus pares van ser Arturo García Pujol i Isabel Rodríguez Echeverría Muro, tots dos cubans radicats a Mèrida. Fins als set anys va viure a la seva ciutat natal. Després la seva família l'hi va portar als Estats Units on va estar fins als 12, quan es van traslladar a Argentina i més tard ho van enviar els seus pares a Suïssa a fer estudis d'idiomes. Tot aquest peregrinar de la família va obeir al temor i desig de fugir de la voràgine revolucionària que sacsejava al país, en aquells anys. En acabar els seus estudis a Suïssa va tornar a Argentina en 1928, entrant a treballar en la United Press en qualitat de corresponsal i la qual cosa en part explica, fins a cert punt, la seva pronunciació una miqueta a l'estil argentí. En 1932 va buscar emigrar als Estats Units, però durant el viatge va fer una escala a Mèrida per reconèixer la seva ciutat natal, quedant-se allí diversos mesos en ser fetillat per una maca joveneta trucada Enna Arana, amb la qual va acabar casant-se el 23 d'agost de 1933.
Arran del seu matrimoni va decidir quedar-se a Mèrida on aviat va trobar ocupació en qualitat de locutor, gràcies a que la seva veu era clara, sonora i varonil, i la seva dicció era impecable. La ciutat blanca no va trigar en quedar-li petita i la va abandonar per buscar fortuna a la ciutat de Mèxic. Allí va aconseguir ingressar a la XEW en la seva modalitat de locutor. Diu la llegenda que el timbre vellutat de la seva veu va cridar aviat l'atenció dels radiooients, per la qual cosa el cinema va voler aprofitar-ho, havent rebut la seva primera oportunitat per part del director i productor Arcady Boytler, qui li va oferir un bon paper en la seva cinta Gelosia, al costat de Fernando Soler i Vilma Vidal.
Va ser el seu amic Roberto Cantú Robert qui li va suggerir el canvi de nom d'Arturo García Rodríguez, pel de Arturo de Córdova en fer el seu debut cinematogràfic, ja que García sonava massa comú mentre que de Córdova tenia un cert empaquetatge aristocràtic i fa referència a la ciutat de Córdoba (Argentina), on va viure en la seva infantesa.
Va fer seva la frase Això no té la menor importància que va citar en diverses de les seves pel·lícules. Sobre aquesta popular frase va declarar un dia: Va ser Miguelito Alemany qui durant el rodatge de Quan aixeca la boira va advertir l'assiduïtat amb que jo usava aquesta frase. Ell és terriblement observador i va començar a difondre-la, repetint-la constantment entre els companys i tècnics de la filmació. Confesso que jo sóc el primer sorprès de constatar la popularitat que ha cobrat aquesta frase, que tothom lliga involuntàriament amb mi i que coneix i repeteix. Però en realitat NO TÉ LA MENOR IMPORTÀNCIA….
En 1967 va sofrir una embòlia cerebral que ho va deixar amb tot el costat esquerre del cos paralitzat. Va morir el 3 de novembre de 1973, a la ciutat de Mèxic a causa d'un ACV (accident cerebrovascular).

### Treball com a actor
Va iniciar la seva carrera cinematogràfica en la pel·lícula Celos (1935), dirigida per l'immigrant rus Arcady Boytler compartint cartell amb el famós actor Fernando Soler. Després va intervenir en el film Cielito lindo (1936), que seria l'únic de tota la seva carrera on interpretava a un charro i fins i tot arribava a cantar, una decisió poc encertada perquè ni el cant ni el ball eren el seu fort. És en la pel·lícula Au sense rumb (1937) protagonitzada al costat de l'estel Andrea Palma, on Arturo de Córdova comença a delinear el seu personatge clàssic de galant turmentat.
A més de filmar a Mèxic també ho va fer en altres països d'Amèrica i a Espanya. Entre 1943 i 1947 va participar en diverses pel·lícules a Hollywood, interpretant el típic paper de galant llatí sent la seva pel·lícula més destacada Per qui toquen les campanes ('For whom the bell tolls', 1943), al costat de Gary Cooper i Ingrid Bergman. Unes altres van ser Hostages (1943); Incendiary blonde (1943), A medal for Benny (1944), New Orleans (1947) i El pirata i la dama (1944) al costat de Joan Fontaine. Sens dubte totes grans estrelles del cinema nord-americà.
A la fi d'aquesta dècada va filmar reeixides pel·lícules a Argentina com ser: Dios se lo pague (1948) al costat de Zully Moreno, Passaporte a Rio (1948) al costat de Mirtha Legrand, Yo no elegí mi vida, Fascinación (1949), María Montecristo (1950) i Santa y pecadora ambdues amb Zully Moreno, per anar després a Veneçuela i rodar  La balandra Isabel llegó esta tarde també coneguda com a Barrio de perdición o Papallones negres, a mitjan anys 50 a Brasil va filmar Manos sangrientas (1954) i Leonora de los siete mares (1955), després va ser a Espanya a rodar pel·lícules com: La herida luminosa (1956) i El amor que te dí (1959) amb Amparo Rivelles, Hay alguien detras de la puerta (1959), El amor de los amores (1960) i Cena de matrimonios també titulada Que hace su mujer mientras usted trabaja? (1962), després de la qual cosa tornaria a Mèxic per romandre allí fins al final de la seva carrera.
En la seva extensa carrera no es va encasellar en el paper de galant tràgic sinó que va saber explotar la seva faceta còmica fent pel·lícules tan divertides com: Cinco minutos de amor (1941), Cinco rostros de mujer (1946) ; Su última aventura (1946); Mi esposa i la otra (1951); Las tres perfectas casadas (1952); A media luz los tres (1957); Mi esposa me comprende (1957); La cigüeña dijo sí (1958); El hombre que me gusta (1958); Mis padres se divorcian (1957); El gangster (1965) i Que haremos con papa? (1965) sense oblidar l'obra mestra de l'humor negre mexicà en El esqueleto de la señora Morales (1959) dirigida per Rogelio A. González amb l'extraordinari guió de Luis Alcoriza, que és considerada com la millor de totes les pel·lícules de l'actor.
Un apartat especial mereix la relació primer cinematogràfica i després sentimental que va mantenir amb l'actriu argentina Marga López, amb la qual va formar una de les parelles més populars del cinema mexicà. Es van unir sentimentalment a mitjan anys seixanta (1964), ja que ell s'havia separat de la seva esposa Enna Arana (qui no li va concedir el divorci), i des de llavors va compartir amb ella fins als últims moments de la seva vida. En 1948 va filmar amb ella Mitjanit, la primera de les quinze cintes en les quals van treballar junts, amb comèdies com Mi esposa y la otra (1951), Que haremos con papa? (1965) i Mi esposa me comprende (1957); i melodrames com La entrega (1954), Amor en cuatro tiempos (1954), Feliz año, amor mio (1955), República de los Niños (1956), El amor no es pecado (1964); El pecador (1964), Cuando acaba la noche (1964) Joventud sin ley (1965), Los perversos (1965), La agonia de ser madre (1969); i, en la seva última aparició en la pantalla gran un petit paper al costat del gran còmic Mario Moreno Cantinflas en El profe (1970). Tots dos actors estaven units per una gran amistat, fins a l'extrem que Mario Moreno va ser a visitar-ho quan va estar internat trobant-se ja molt greu.

## Filmografia
Mèxic
- 1935: Celos
- 1936: Cielito lindo
- 1936: ¡Esos hombres!/Malditos sean los hombres
- 1937: La paloma
- 1937: La Zandunga
- 1937: Ave sin rumbo
- 1938: Refugiados en Madrid
- 1938: Hombres de mar
- 1938: Canto a mi tierra (México Canta; cameo: ell mateix)
- 1938: Mientras México duerme
- 1938: La bestia negra
- 1938: La casa del ogro
- 1939: Los hijos mandan/El caudal de los hijos (Mèxic, Estats Units)
- 1939: La noche de los mayas
- 1939: ¡Que viene mi marido!
- 1939: Odio
- 1940: Mala yerba
- 1940: Hombre o demonio/Don Juan Manuel
- 1940: El milagro de Cristo
- 1940: El secreto del sacerdote
- 1940: Cuando la tierra tembló/El día del juicio
- 1941: ¡Ay, qué tiempos, señor Don Simón!
- 1941: ¿Quién te quiere a ti?
- 1941: Alejandra
- 1941: Cinco minutos de amor
- 1941: El conde de Montecristo
- 1945: Crepúsculo
- 1945: La selva de fuego
- 1946: Su última aventura
- 1946: Cinco rostros de mujer
- 1947: Algo flota sobre el agua
- 1947: La diosa arrodillada
- 1948: Medianoche
- 1950: María Montecristo
- 1950: En la palma de tu mano
- 1950: Furia roja/Stronghold (Mèxic, Estats Units)
- 1950: El hombre sin rostro
- 1951: Mi esposa y la otra
- 1951: Te sigo esperando
- 1951: Paraíso robado
- 1951: La ausente
- 1952: El rebozo de Soledad
- 1952: Las tres perfectas casadas
- 1952: Cuando levanta la niebla
- 1952: Fruto prohibido o Fruto de tentación
- 1952: Él
- 1953: Reportaje
- 1953: El valor de vivir
- 1954: La entrega
- 1954: Amor en cuatro tiempos
- 1954: Un extraño en la escalera (Mèxic, Cuba)
- 1955: Los peces rojos
- 1955: Canasta de cuentos mexicanos (Mèxic, Estats Units)
- 1955: Bodas de oro
- 1956: La ciudad de los niños
- 1957: Feliz año, amor mío
- 1957: A media luz los tres
- 1957: Mis padres se divorcian
- 1957: El hombre que logró ser invisible
- 1957: Mi esposa me comprende
- 1958: Ama a tu prójimo
- 1958: La cigüeña dijo sí
- 1958: Isla para dos
- 1958: Miércoles de Ceniza
- 1958: El hombre que me gusta/Vivir es un buen negocio
- 1959: El esqueleto de la señora Morales
- 1961: Los hermanos del Hierro (narrador)
- 1961: Pecado de juventud
- 1964: La recta final/El último empujón (narrador)
- 1964: El gángster
- 1964: El pecador
- 1964: El amor no es pecado/El cielo de los pobres
- 1964: Cuando acaba la noche/Mientras Puerto Rico duerme (Mèxic, Puerto Rico)
- 1965: ¿Qué haremos con papá?
- 1965: Los perversos/A go gó
- 1965: Juventud sin ley/Rebeldes a go gó
- 1965: Despedida de soltera (participació/narrador)
- 1966: Matar es fácil
- 1969: La agonía de ser madre
- 1970: El profe

Documentals
- 1940: Recordar es vivir
- 1955: El charro inmortal
- 1963: Así era Pedro Infante (narrador)
- 1976: México de mis amores

Hollywood
- 1939: Miracle on Main Street/El milagro de la Calle Mayor (Estats Units)
- 1943: Incendiary blonde/La rubia incendiaria (Estats Units)
- 1943: For whom the bell tolls /¿Por quién doblan las campanas? (Estats Unidos)
- 1943: Hostages/Rehenes (Estats Units)
- 1944: Frenchman´s Creek/La goleta del francés/El pirata y la dama (Estats Units)
- 1944: A medal for Benny/Donde nacen los héroes/Donde nacen los pobres (Estats Units)
- 1945: Masquerade in México/La condesa de Costa Mora (Estats Units)
- 1947: Adventures of Casanova/Casanova aventurero/Las aventuras del Capitán Casanova (Estats Units)
- 1947: New Orleans/Nueva Orleans (Estats Units)

Argentina
- 1947: Dios se lo pague
- 1948: Pasaporte a Río
- 1949: Yo no elegí mi vida
- 1949: Fascinación
- 1950: Nacha Regules/Santa y pecadora

Venezuela
- 1949: Barrio de perdición/Mariposas negras/La balandra Isabel llegó esta tarde (Veneçuela, Argentina)

Brasil
- 1954: Mãos Sangrentas /Assassinos/Manos sangrientas/Con las manos sangrientas (Brasil, Argentina)
- 1955: Si leyeras mi carta/Leonora de los siete mares (Brasil, Argentina)

España
- 1956: La herida luminosa (Espanya/Mèxic)
- 1959: El amante asesino/Hay alguien detrás de la puerta (España)
- 1959: El amor que yo te di (Espanya)
- 1961: El amor de los amores (Espanya)
- 1962: ¿Qué hace su mujer mientras usted trabaja?/Cena de matrimonios (Espanya)